# Jean-Louis Buron
Pour les articles homonymes, voir Buron (homonymie).
Jean-Louis Buron, né le 4 avril 1934 à Vénestanville (Seine-inférieure aujourd'hui Seine-Maritime) et décédé le  11 septembre 2005 à Saint-Ouen-le-Mauger Seine-Maritime, est un ancien footballeur français. Il compte 4 sélections avec l'équipe de France.

## Biographie
Surnommé « Mobylette », il joua ailier à l'US Luneray, au FC Dieppe, au FC Rouen puis à l'Olympique de Marseille. 
Il fut sélectionné 4 fois en équipe de France en 1963 : il a marqué un but. Il fut également sélectionné 20 fois en équipe de France amateurs. 
Il a également été entraîneur de Oissel où Daniel Horlaville l'a remplacé par la suite.
Son fils, Antoine Buron, né en 1983, est également footballeur professionnel.